# Терпигорево
Терпигорево — деревня в Вышневолоцком городском округе Тверской области России. До 2019 года входила в состав ныне упразднённого Садового сельского поселения Вышневолоцкого муниципального района.

## География
Деревня находится в центральной части Тверской области, в зоне хвойно-широколиственных лесов, в пределах Вышневолоцкой низины, на восточном берегу озера Мстино, при автодороге 28Н-0260, на расстоянии примерно 7 километров (по прямой) к северо-северо-западу от Вышнего Волочка, административного центра округа. Абсолютная высота — 159 метров над уровнем моря.

### Климат
Климат характеризуется как умеренно континентальный, с относительно мягкой зимой и прохладным влажным летом. Средняя температура воздуха самого холодного месяца (января) — −9,5 — −10 °C; самого тёплого месяца (июля) — 17 — 17,5 °C. Безморозный период длится около 120 дней. Годовое количество атмосферных осадков составляет в среднем 550—600 мм, из которых большая часть (350—400 мм) выпадает в период с апреля по октябрь. Снежный покров держится в течение 140—150 дней.

### Часовой пояс
Деревня Терпигорево, как и вся Тверская область, находится в часовой зоне МСК (московское время). Смещение применяемого времени относительно UTC составляет +3:00.

## История
Впервые упоминается в 1545 г. в писцовой книге Бежецкой пятины в составе Новгородской земли. Терпигорево входило в состав волостки Быстрая, которая в свою очередь относилась к землям погоста Никольского на Вышнем Волочке. В тот период владельцами Терпигорево являлись помещики Колычёвы.
В XIX в. деревня принадлежала дворянскому роду Ермоловых. В 1812 г. ее владельцем был генерал-майор, бывший фаворит императрицы Екатерины II А. П. Ермолов (дальний родственник героя войны 1812 г. А. П. Ермолова). Затем село перешло по наследству его сыну, генерал-майору М. А. Ермолову.
В 1859 г. население деревни составляло 151 человек, в том числе 66 мужчин.

## Население
| 2010 |
| ---- |
| 10   |

### Национальный состав
Согласно результатам переписи 2002 года, в национальной структуре населения русские составляли 94 % из 17 чел.